# Secteur pavé de Quérénaing à Maing
Le secteur pavé de Quérénaing à Maing est un secteur pavé de la course cycliste Paris-Roubaix situé dans la commune de Quérénaing avec une difficulté actuellement classée trois étoiles.

## Caractéristiques
- Longueur : 2 500 m
- Difficulté : 3 étoiles
- Secteur n° 22 (avant l'arrivée)